# Ваня Радованович
Ваня Радованович (серб. Вања Радовановић, 28 жовтня 1982, Белград, СФР Югославія) — чорногорський співак та автор пісень. Представник Чорногорії на пісенному конкурсі Євробачення 2018 з піснею «Иње».